# Sergio & The Ladies
Sergio, nome verdadeiro:  Serge Quisquater (Lovaina, 1965-)  é um cantor belga O seu primeiro disco foi lançado em 1987. Ele ficou conhecido por ser o elemento masculino do duo "Taste of Joy", juntamente com  Sandy Boets. Eles lançaram vários singles e álbuns. Mais tade, mudaram o nome do duo para  Touch of Joy e conseguiram vários êxitos internacionais.
Desde 199, que Sérgio apresetnou vários programas de televisão e Since 1999 Sergio e o duo conseguiu um novo sucesso com a canção "I Can't Let You Go".
Em 2002 ele representou a Bélgica no Festival Eurovisão da Canção 2002, em conjunto com três cantoras holandesas Ibernice Macbean, Ingrid Simons e Jodi Pijper. Eles ficaram conhecidos como "Sergio & The Ladies"Bohlman, Philip V. (2004). The music of European nationalism. Santa Barbara, Calif.: ABC-CLIO. p. 2. ISBN 9781576072707. Consultado em 6 de fevereiro de 2011«Eurovision Song Contest 2002». European Broadcasting Union. Consultado em 6 de fevereiro de 2011 e interpretaram a canção Sister.